# Inurois kyushuensis
Inurois kyushuensis är en fjärilsart som beskrevs av Inoue 1974. Inurois kyushuensis ingår i släktet Inurois och familjen mätare. Inga underarter finns listade i Catalogue of Life.